# Cigclisula rogickae
Cigclisula rogickae is een mosdiertjessoort uit de familie van de Colatooeciidae. De wetenschappelijke naam van de soort is voor het eerst geldig gepubliceerd in 1961 door Soule.